# 浅井郡
淺井郡為過去位於日本近江國北部的郡，也曾短暫隸屬滋賀縣，已於1879年5月16日被拆分為東淺井郡和西淺井郡。
在1879年時的轄區包括現在的米原市北部伊吹山以北山區、長濱市中部地區及西北部地區。

## 歷史
過去在令制國時代屬於近江國，其轄區被伊香郡分割為東西兩個部分；戰國時代掌控近江國北部的淺井氏即是發跡於此，並在此建立小谷城作為其主要據點，但淺井氏在與織田信長對立後，此地先後發生的姊川之戰、小谷城之戰中敗退，最終因而滅亡；此後織田信長將此地交給羽柴秀吉，而在織田信長死後，羽柴秀吉與柴田勝家之間為爭奪權力，也在此發生了賤岳之戰，在此獲勝的羽柴秀吉藉此最終統一了全日本。
在江戶時代後，新規劃的北陸道沿著琵琶湖東岸通過了淺井郡，郡內大部分區域也成為幕府直屬領和彥根藩的領地，此外也有部分區域屬於郡山藩、淀藩、三河吉田藩、山形藩、膳所藩、山上藩和旗本領，而此地的幕府直屬領及旗本領則是由位於滋賀郡大津的大津奉行負責管理。
19世紀末明治維新後，原先的幕府直屬領及旗本領先後改隸屬大津裁判所及大津縣，山形藩因加入奧羽越列藩同盟與新政府對抗，戰後於1870年被改封至淺井郡內，設立朝日山藩；不過1871年實施廢藩置縣後，原先屬於各藩的區域改隸屬彥根縣、豐橋縣、郡山縣、淀縣、膳所縣、朝日山縣。在1872年的府縣整併中，郡內全數區域都被整併為長濱縣，但長濱縣在三個月後更名為犬上縣，不過在同年年底犬上縣又與滋賀縣合併為新設立的滋賀縣。
1879年實施郡區町村編製法時，將伊香郡以東的區域設置為東淺井郡，以西的區域則設為西淺井郡，淺井郡因而消失。